# Greygarth Hall
Greygarth Hall – dom akademicki dla mężczyzn znajdujący się w Victoria Park w Manchesterze w Anglii. Jeden z wielu akademików usytuowanych w pobliżu dzielnicy Rusholme. Mieści się w budynku z 1868 roku który został zaadaptowany na potrzeby studentów w 1961. Znajdował się na liście licencjonowanych akademików University of Manchester do czasu jej zniesienia.  Posiada II kategorię Zabytków Wielkiej Brytanii. W 2011 roku przeszedł gruntowną modernizację. 

## Opis
Greygarth Hall jest dziełem korporacyjnym Opus Dei, prałatury personalnej Kościoła Katolickiego. Pomimo tradycyjnego przywiązania do tradycji katolicyzmu, dom akademicki jest otwarty dla studentów wszystkich wyznań, kultur i środowisk.  Posiada wiele udogodnień, m.in. własną bibliotekę, czytelnię, dostęp do Internetu bezprzewodowego, duży ogród, pokój z kinem domowym, a także kaplicę. W Greygarth Hall organizowane są cotygodniowe spotkania z interesującymi osobami (ze świata mediów, kultury i nauki), a także rekolekcje i dni skupienia. Studenci nie są zobowiązani do uczestnictwa w tych zajęciach. W bezpośrednim sąsiedztwie Greygarth Hall znajduje się organizacja non profit ReachOut skupiająca się na rozwoju osobistym młodzieży.
Jednym ze słynnych rezydentów był Roland Joffé.